# Regierung Ahern I
Die Regierung Ahern I war die 25. Regierung der Republik Irland, sie amtierte vom 26. Juni 1997 bis zum 6. Juni 2002.
Die von 1994 bis 1997 regierende Koalition aus Fine Gael (FG), Labour und Democratic Left (DL) verlor bei den Parlamentswahlen am 6. Juni 1997 ihre Mehrheit. Fianna Fáil (FF) und Progressive Democrats (PD), die zusammen über 82 der 166 Mandate verfügten, bildeten eine Regierung. Bertie Ahern (FF) wurde am 26. Juni 1997 vom Dáil Éireann, dem irischen Parlament, mit 85 zu 78 Stimmen zum Taoiseach (Ministerpräsident) gewählt. Die Minister wurden am selben Tag gewählt und von der Staatspräsidentin ernannt. Die Staatsminister wurden am 1. Juli bzw. 8. Juli ernannt. Bei der Parlamentswahl am 17. Mai 2002 gewannen beide Regierungsparteien Sitze dazu. Die Koalition von Fianna Fáil und Progressive Democrats unter Taoiseach Ahern wurde fortgesetzt.

## Zusammensetzung
| Minister                                                                                   | Minister                     | Minister           | Minister           | Minister           | Minister           |
| Amt                                                                                        | Name                         | Partei             | Amtszeit           | Amtszeit           | Amtszeit           |
| ------------------------------------------------------------------------------------------ | ---------------------------- | ------------------ | ------------------ | ------------------ | ------------------ |
| Taoiseach (Ministerpräsident)                                                              | Bertie Ahern                 | FF                 | 26. Juni 1997      | –                  | 06. Juni 2002      |
| Tánaiste (Vizeministerpräsidentin)                                                         | Mary Harney                  | PD                 | 26. Juni 1997      | –                  | 06. Juni 2002      |
| Ministerin für Unternehmen und Beschäftigung                                               | Mary Harney                  | PD                 | 26. Juni 1997      | –                  | 12. Juli 1997      |
| Ministerin für Unternehmen, Handel und Beschäftigung                                       | Mary Harney                  | PD                 | 12. Juli 1997      | –                  | 06. Juni 2002      |
| Außenminister                                                                              | Ray Burke                    | FF                 | 26. Juni 1997      | –                  | 07. Oktober 1997   |
| Außenminister                                                                              | Bertie Ahern (kommissarisch) | FF                 | 7. Oktober 1997    | –                  | 08. Oktober 1997   |
| Außenminister                                                                              | David Andrews                | FF                 | 8. Oktober 1997    | –                  | 27. Januar 2000    |
| Außenminister                                                                              | Brian Cowen                  | FF                 | 27. Januar 2000    | –                  | 06. Juni 2002      |
| Gesundheitsminister                                                                        | Brian Cowen                  | FF                 | 26. Juni 1997      | –                  | 12. Juli 1997      |
| Minister für Gesundheit und Kinder                                                         | Brian Cowen                  | FF                 | 12. Juli 1997      | –                  | 27. Januar 2000    |
| Minister für Gesundheit und Kinder                                                         | Micheál Martin               | FF                 | 27. Januar 2000    | –                  | 06. Juni 2002      |
| Bildungsminister                                                                           | Micheál Martin               | FF                 | 26. Juni 1997      | –                  | 30. September 1997 |
| Minister für Bildung und Wissenschaft                                                      | Micheál Martin               | FF                 | 26. Juni 1997      | –                  | 27. Januar 2000    |
| Minister für Bildung und Wissenschaft                                                      | Michael Woods                | FF                 | 27. Januar 2000    | –                  | 06. Juni 2002      |
| Minister für Meeresangelegenheiten                                                         | Michael Woods                | FF                 | 26. Juni 1997      | –                  | 12. Juli 1997      |
| Minister für Meeresangelegenheiten und Bodenschätze                                        | Michael Woods                | FF                 | 12. Juli 1997      | –                  | 27. Januar 2000    |
| Minister für Meeresangelegenheiten und Bodenschätze                                        | Frank Fahey                  | FF                 | 27. Januar 2000    | –                  | 06. Juni 2002      |
| Ministerin für Verkehr, Energie und Kommunikation                                          | Mary O’Rourke                | FF                 | 26. Juni 1997      | –                  | 12. Juli 1997      |
| Ministerin für öffentliche Unternehmen                                                     | Mary O’Rourke                | FF                 | 12. Juli 1997      | –                  | 06. Juni 2002      |
| Verteidigungsminister                                                                      | David Andrews                | FF                 | 26. Juni 1997      | –                  | 08. Oktober 1997   |
| Verteidigungsminister                                                                      | Michael Smith                | FF                 | 8. Oktober 1997    | –                  | 06. Juni 2002      |
| Minister für Landwirtschaft, Ernährung und Forsten                                         | Joe Walsh                    | FF                 | 26. Juni 1997      | –                  | 12. Juli 1997      |
| Minister für Landwirtschaft und Ernährung                                                  | Joe Walsh                    | FF                 | 12. Juli 1997      | –                  | 27. September 1999 |
| Minister für Landwirtschaft, Ernährung und ländliche Entwicklung                           | Joe Walsh                    | FF                 | 27. September 1999 | –                  | 06. Juni 2002      |
| Finanzminister                                                                             | Charlie McCreevy             | FF                 | 26. Juni 1997      | –                  | 06. Juni 2002      |
| Umweltminister                                                                             | Noel Dempsey                 | FF                 | 26. Juni 1997      | –                  | 22. Juli 1997      |
| Minister für Umwelt und örtliche Verwaltung                                                | Noel Dempsey                 | FF                 | 22. Juli 1997      | –                  | 06. Juni 2002      |
| Sozialminister                                                                             | Dermot Ahern                 | FF                 | 26. Juni 1997      | –                  | 12. Juli 1997      |
| Minister für Soziales, Gemeinwesen und Familien                                            | Dermot Ahern                 | FF                 | 12. Juli 1997      | –                  | 06. Juni 2002      |
| Ministerin für Kunst, Kultur und die Gaeltacht                                             | Síle de Valera               | FF                 | 26. Juni 1997      | –                  | 12. Juli 1997      |
| Ministerin für Kunst, nationales Erbe, die Gaeltacht und die Inseln                        | Síle de Valera               | FF                 | 12. Juli 1997      | –                  | 06. Juni 2002      |
| Minister für Justiz, Gleichstellung und Rechtsreform                                       | John O’Donoghue              | FF                 | 26. Juni 1997      | –                  | 06. Juni 2002      |
| Minister für Tourismus und Handel                                                          | Jim McDaid                   | FF                 | 26. Juni 1997      | –                  | 12. Juli 1997      |
| Minister für Tourismus, Sport und Erholung                                                 | Jim McDaid                   | FF                 | 12. Juli 1997      | –                  | 06. Juni 2002      |
| Staatsminister                                                                             |                              |                    |                    |                    |                    |
| Amt                                                                                        | Name                         | Partei             | Amtszeit           | Amtszeit           | Amtszeit           |
| Staatsminister beim Taoiseach Staatsminister im Verteidigungsministerium                   | Séamus Brennan               | FF                 | 26. Juni 1997      | –                  | 06. Juni 2002      |
| Staatsministerin im Außenministerium                                                       | Liz O’Donnell                | PD                 | 1. Juli 1997       | –                  | 06. Juni 2002      |
| Staatsminister im Bildungsministerium                                                      | Michael Smith                | FF                 | 1. Juli 1997       | –                  | 30. September 1997 |
| Staatsminister im Bildungsministerium                                                      | Willie O’Dea                 | FF                 | 8. Juli 1997       | –                  | 30. September 1997 |
| Staatsminister/-in im Ministerium für Bildung und Wissenschaft                             | Michael Smith                | FF                 | 30. September 1997 | –                  | 08. Oktober 1997   |
| Staatsminister/-in im Ministerium für Bildung und Wissenschaft                             | Willie O’Dea                 | FF                 | 30. September 1997 | –                  | 06. Juni 2002      |
| Staatsminister/-in im Ministerium für Bildung und Wissenschaft                             | Noel Treacy                  | FF                 | 9. Oktober 1997    | –                  | 06. Juni 2002      |
| Staatsminister/-in im Ministerium für Bildung und Wissenschaft                             | Frank Fahey                  | FF                 | 21. Januar 1998    | –                  | 27. Januar 2000    |
| Staatsminister/-in im Ministerium für Bildung und Wissenschaft                             | Mary Hanafin                 | FF                 | 1. Februar 2000    | –                  | 06. Juni 2002      |
| Staatsminister im Finanzministerium                                                        | Martin Cullen                | FF                 | 8. Juli 1997       | –                  | 06. Juni 2002      |
| Staatsminister im Gesundheitsministerium                                                   | Tom Moffatt                  | FF                 | 8. Juli 1997       | –                  | 12. Juli 1997      |
| Staatsminister im Gesundheitsministerium                                                   | Frank Fahey                  | FF                 | 8. Juli 1997       | –                  | 12. Juli 1997      |
| Staatsminister/-in im Ministerium für Gesundheit und Kinder                                | Tom Moffatt                  | FF                 | 12. Juli 1997      | –                  | 06. Juni 2002      |
| Staatsminister/-in im Ministerium für Gesundheit und Kinder                                | Frank Fahey                  | FF                 | 12. Juli 1997      | –                  | 27. Januar 2000    |
| Staatsminister/-in im Ministerium für Gesundheit und Kinder                                | Mary Hanafin                 | FF                 | 1. Februar 2000    | –                  | 06. Juni 2002      |
| Staatsminister/-in im Ministerium für Justiz, Gleichstellung und Rechtsreform              | Mary Wallace                 | FF                 | 8. Juli 1997       | –                  | 06. Juni 2002      |
| Staatsminister/-in im Ministerium für Justiz, Gleichstellung und Rechtsreform              | Frank Fahey                  | FF                 | 21. Januar 1998    | –                  | 27. Januar 2000    |
| Staatsminister/-in im Ministerium für Justiz, Gleichstellung und Rechtsreform              | Mary Hanafin                 | FF                 | 1. Februar 2000    | –                  | 06. Juni 2002      |
| Staatsminister im Ministerium für Kunst, Kultur und die Gaeltacht                          | Éamon Ó Cuív                 | FF                 | 8. Juli 1997       | –                  | 12. Juli 1997      |
| Staatsminister/-in im Ministerium für Kunst, nationales Erbe, die Gaeltacht und die Inseln | Éamon Ó Cuív                 | FF                 | 12. Juli 1997      | –                  | 19. Februar 2001   |
| Staatsminister/-in im Ministerium für Kunst, nationales Erbe, die Gaeltacht und die Inseln | Mary Coughlan                | FF                 | 19. Februar 2001   | –                  | 06. Juni 2002      |
| Staatsminister im Ministerium für Landwirtschaft, Ernährung und Forsten                    | Noel Davern                  | FF                 | 8. Juli 1997       | –                  | 12. Juli 1997      |
| Ned O’Keeffe                                                                               | FF                           | 8. Juli 1997       | –                  | 12. Juli 1997      |                    |
| Staatsminister im Ministerium für Landwirtschaft und Ernährung                             | Noel Davern                  | FF                 | 12. Juli 1997      | –                  | 27. September 1999 |
| Ned O’Keeffe                                                                               | FF                           | 12. Juli 1997      | –                  | 27. September 1999 |                    |
| Staatsminister im Ministerium für Landwirtschaft, Ernährung und ländliche Entwicklung      | Noel Davern                  | FF                 | 27. September 1999 | –                  | 06. Juni 2002      |
| Ned O’Keeffe                                                                               | FF                           | 27. September 1999 | –                  | 17. Februar 2001   |                    |
| Éamon Ó Cuív                                                                               | FF                           | 19. Februar 2001   | –                  | 06. Juni 2002      |                    |
| Staatsminister im Ministerium für Meeresangelegenheiten                                    | Hugh Byrne                   | FF                 | 8. Juli 1997       | –                  | 12. Juli 1997      |
| Staatsminister im Ministerium für Meeresangelegenheiten und Bodenschätze                   | 12. Juli 1997                | –                  | 06. Juni 2002      |                    |                    |
| Staatsminister bei der Regierung                                                           | Bobby Molloy                 | PD                 | 26. Juni 1997      | –                  | 09. April 2002     |
| Staatsminister bei der Regierung                                                           | Liz O’Donnell                | PD                 | 11. April 2002     | –                  | 06. Juni 2002      |
| Staatsminister im Ministerium für Tourismus und Handel                                     | Chris Flood                  | FF                 | 8. Juli 1997       | –                  | 12. Juli 1997      |
| Staatsminister im Ministerium für Tourismus, Sport und Erholung                            | Chris Flood                  | FF                 | 12. Juli 1997      | –                  | 26. Januar 2000    |
| Staatsminister im Ministerium für Tourismus, Sport und Erholung                            | Eoin Ryan junior             | FF                 | 1. Februar 2000    | –                  | 06. Juni 2002      |
| Staatsminister im Ministerium für Umwelt                                                   | Dan Wallace                  | FF                 | 8. Juli 1997       | –                  | 22. Juli 1997      |
| Staatsminister im Ministerium für Umwelt                                                   | Bobby Molloy                 | PD                 | 26. Juni 1997      | –                  | 22. Juli 1997      |
| Staatsminister im Ministerium für Umwelt und örtliche Verwaltung                           | Dan Wallace                  | FF                 | 22. Juli 1997      | –                  | 06. Juni 2002      |
| Staatsminister im Ministerium für Umwelt und örtliche Verwaltung                           | Bobby Molloy                 | PD                 | 22. Juli 1997      | –                  | 09. April 2002     |
| Staatsminister im Ministerium für Unternehmen und Beschäftigung                            | Michael Smith                | FF                 | 1. Juli 1997       | –                  | 12. Juli 1997      |
| Staatsminister im Ministerium für Unternehmen und Beschäftigung                            | Tom Kitt                     | FF                 | 8. Juli 1997       | –                  | 12. Juli 1997      |
| Staatsminister im Ministerium für Unternehmen, Handel und Beschäftigung                    | Michael Smith                | FF                 | 12. Juli 1997      | –                  | 08. Oktober 1997   |
| Staatsminister im Ministerium für Unternehmen, Handel und Beschäftigung                    | Tom Kitt                     | FF                 | 12. Juli 1997      | –                  | 06. Juni 2002      |
| Staatsminister im Ministerium für Unternehmen, Handel und Beschäftigung                    | Noel Treacy                  | FF                 | 9. Oktober 1997    | –                  | 06. Juni 2002      |
| Staatsminister im Ministerium für Verkehr, Energie und Kommunikation                       | Joe Jacob                    | FF                 | 8. Juli 1997       | –                  | 12. Juli 1997      |
| Staatsminister im Ministerium für öffentliche Unternehmen                                  | Joe Jacob                    | FF                 | 12. Juli 1997      | –                  | 06. Juni 2002      |

## Umbesetzungen und Umbenennungen
Folgende Ministerien wurden umbenannt: am 12. Juli 1997
- Gesundheitsministerium in Ministerium für Gesundheit und Kinder
- Ministerium für Kunst, Kultur und die Gaeltacht in Ministerium für Kunst, nationales Erbe, die Gaeltacht und die Inseln
- Ministerium für Landwirtschaft, Ernährung und Forsten in Ministerium für Landwirtschaft und Ernährung
- Ministerium für Meeresangelegenheiten in Ministerium für Meeresangelegenheiten und Bodenschätze
- Sozialministerium in Ministerium für Soziales, Gemeinwesen und Familien
- Ministerium für Tourismus und Handel in Ministerium für Tourismus, Sport und Erholung
- Ministerium für Unternehmen und Beschäftigung  in Ministerium für Unternehmen, Handel und Beschäftigung
- Ministerium für Verkehr, Energie und Kommunikation in Ministerium für öffentliche Unternehmen

Am 22. Juli 1997: Umweltministerium in Ministerium für Umwelt und örtliche Verwaltung
Am 30. September 1997: Bildungsministerium in Ministerium für Bildung und Wissenschaft
Am 27. September 1999:  Ministerium für Landwirtschaft und Ernährung in Ministerium für Landwirtschaft, Ernährung und ländliche Entwicklung
Außenminister Ray Burke trat am 7. Oktober 1997 zurück. David Andrews wechselte vom Verteidigungs- ins Außenministerium. Staatsminister Michael Smith wurde Verteidigungsminister, Noel Treacy wurde Staatsminister.
Am 26. Januar 2000 trat Staatsminister Chris Flood zurück am folgenden Tag erklärte Außenminister David Andrews seinen Rücktritt. Der Minister für Gesundheit und Kinder, Brian Cowen, wechselte ins Außenministerium. Der Minister für Bildung und Wissenschaft, Micheál Martin, folgte Cowen, neuer Bildungsminister wurde der Minister für Meeresangelegenheiten und Bodenschätze Michael Woods, dessen Nachfolger wurde StaatsministerFrank Fahey.